# Israëlische Publieke Omroep
De Israëlische Publieke Omroep (Hebreeuws: תאגיד השידור הישראלי; Arabisch: شركة البث العام الإسرائيلية), bekend onder het logo KAN, in het Arabisch Makan, is de publieke omroep van Israël. Deze verzorgt televisie- en radiouitzendingen in tien talen, waaronder uiteraard het Hebreeuws en Arabisch. Zijn nieuwsafdeling opereert onder de naam Kan News, die na HaHadashot 12 en Channel 13 News de derde grootste nieuwsorganisatie in Israël is. De omroep startte op 15 mei 2017 als opvolger van Israel Broadcasting Authority (IBA).
KAN heeft televisie- en radiozenders via satelliet, een aantal kleinere betaalzenders, zenders via de kabel en via internet. De omroep is actief op een reeks sociale media. De omroep had anno 2025 circa 1.000 medewerkers.